# 安妮女王 (馬里蘭州佐治王子縣)
安妮女王（英語：Queen Anne）是位於美國馬里蘭州佐治王子縣的一個普查規定居民點。

## 人口
根據2020年美國人口普查的數據，安妮女王的面積為22.63平方千米，當中陸地面積為22.57平方千米，而水域面積為0.06平方千米。當地共有人口1405人，而人口密度為每平方千米62.09人。